# 9519 Jeffkeck
A 9519 Jeffkeck (ideiglenes jelöléssel (9519) 1978 VK3) a Naprendszer kisbolygóövében található aszteroida. Eleanor F. Helin és Schelte J. Bus fedezte fel 1978. november 6-án.